# Złociec siarkowy

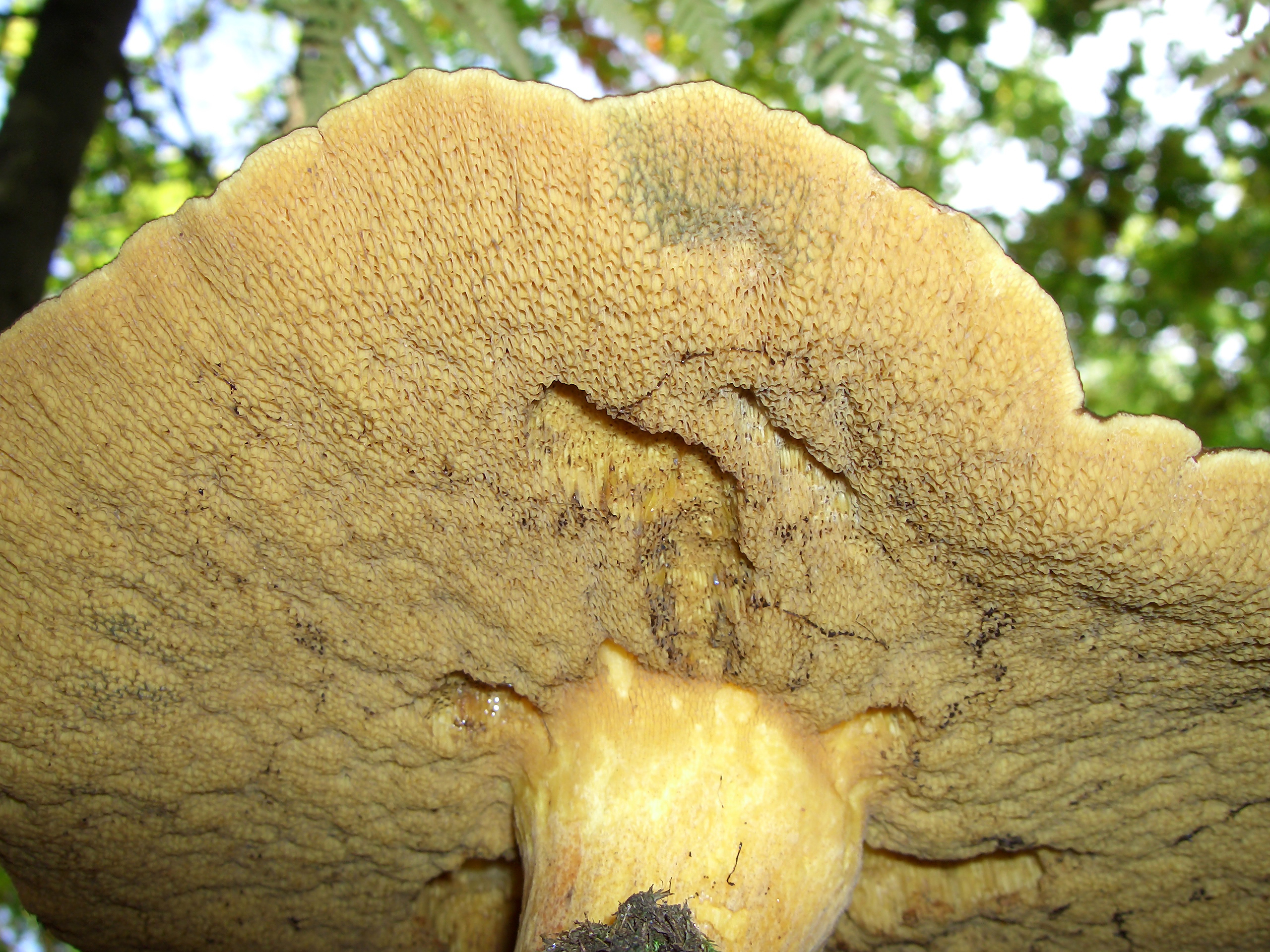

Złociec siarkowy, złotak siarkowy (Buchwaldoboletus hemichrysus (Berk. & M.A. Curtis) Pilát) – gatunek grzybów z rodziny borowikowatych (Boletaceae).

## Systematyka i nazewnictwo
Pozycja w klasyfikacji: Buchwaldoboletus, Boletaceae, Boletales, Agaricomycetidae, Agaricomycetes, Agaricomycotina, Basidiomycota, Fungi (według Index Fungorum).
Po raz pierwszy takson ten opisali w 1873 r. Miles Joseph Berkeley i Moses Ashley Curtis nadając mu nazwę Boletus hemichrysus. Obecną, uznaną przez Index Fungorum nazwę nadał mu w 1969 r. Albert Pilát, przenosząc go do rodzaju Buchwaldoboletus.
Synonimy:

- Boletus hemichrysus Berk. & M.A. Curtis 1873
- Boletus hemichrysus var. mutabilis Peck 1889
- Ceriomyces hemichrysus (Berk. & M.A. Curtis) Murrill 1909
- Pulveroboletus hemichrysus (Berk. & M.A. Curtis) Singer 1962
- Suillus hemichrysus (Berk. & M.A. Curtis) Kuntze 1898

W 1960 r. Alina Skirgiełło nadała nazwę polską złotak siarkowy dla naukowej nazwy Pulveroboletus hemichrysus. Po przeniesieniu gatunku do rodzaju Buchwaldoboletus stała się ona niespójna z nową nazwą naukową. Z tego powodu w 2021 r. Komisja ds. Polskiego Nazewnictwa Grzybów przy Polskim Towarzystwie Mykologicznym zarekomendowała nową nazwę – złociec siarkowy.

## Morfologia
Kapelusz
Średnica do 6 cm, szeroko wypukły. Powierzchnia nieco chropowata, jasnożółta, żółtawo oprószona. Brzeg wąsko sterylny.
Rurki
Zbiegające na trzon, czerwonawo-pomarańczowe, ciemniejsze przy brzegu. Po uszkodzeniu sinieją. Pory kanciaste w liczbie 1–2 na mm w dojrzałych owocnikach. Rurki o długości do 1 cm, matowo żółte, po zgnieceniu oliwkowoniebieskie.
Trzon
Wysokość 5,5 cm, grubość 1,5 cm, kształt walcowaty. Powierzchnia na wierzchołku bardzo drobno siateczkowata i żółta, poza tym gładka, naga, brązowoczerwona. U podstawy siarkowożółta grzybnia.
Miąższ
W kapeluszu białawy, w trzonie siarkowożółty, po przekrojeniu niebieskawy lub różowawy. Pod skórką kapelusza jest żelatynowa warstewka. Zapach owocowy.
Cechy mikroskopowe
Zarodniki 7–9,5 × 3–3,5 µm; wydłużone, elipsoidalne, gładkie, w KOH od szklistych do lekko żółtawych. Podstawki 23 × 6 µm, maczugowate, 4-sterygmowe, w KOH złote. Cystydy 32–45 × 4–5 µm, wrzecionowate lub wąsko baryłkowate, gładkie, cienkościenne, w KOH szkliste lub żółtawe. Skórka zbudowana z ciasno upakowanych, gładkich i cienkościennych strzępek o szerokości 3–7 µm. Ich komórki końcowe są cylindryczne z zaokrąglonymi, maczugowatymi lub prawie główkowatymi wierzchołkami. Strzępki pod skórką zżelowane o szerokości 1–3 µm. Nie znaleziono sprzążek.

## Występowanie i siedlisko
Podano występowanie tego gatunku w niektórych państwach Europy, niektórych rejonach USA i w Republice Południowej Afryki. W Polsce gatunek rzadki. W piśmiennictwie naukowym do 2003 r. podano tylko dwa jego stanowiska; w Beskidzie Śląskim i w Sudetach. Znajduje się na Czerwonej liście roślin i grzybów Polski. Ma status E – gatunek zagrożony wymarciem, którego przeżycie jest mało prawdopodobne, jeśli nadal będą działać czynniki zagrożenia. Znajduje się na listach gatunków zagrożonych także w Niemczech, Anglii, i Finlandii.
Prawdopodobnie grzyb saprotroficzny rozwijający się na martwym drewnie sosny.